# Галате
Галате, още Галати или Галата (на македонска литературна норма: Галате; на албански: Gallata), е село в Северна Македония, в община Врабчище.

## География
Селото е разположено на 5 километра северно от Гостивар в източното подножие на планината Шар (масива Враца).

## История
В края на ΧΙΧ век Галате е българско село в Гостиварска нахия на Тетовска каза на Османската империя. Според статистиката на Васил Кънчов („Македония. Етнография и статистика“) в 1900 година Галати има 325 жители българи-християни.
Всички християнски жители на Галате са сърбомани под върховенството на Цариградската патриаршия. Според патриаршеския митрополит Фирмилиан в 1902 година в Галата има 48 сръбски патриаршистки къщи. Според секретаря на Българската екзархия Димитър Мишев („La Macédoine et sa Population Chrétienne“) в 1905 година в Галата има 424 българи патриаршисти сърбомани и в селото работи сръбско училище.
По време на Балканската война в 1912 година един човек от Галате се включва като доброволец в Македоно-одринското опълчение.
В 1913 година селото попада в Сърбия. Според Афанасий Селишчев в 1929 година Галате е село в Галатска община в Горноположкия срез и има 47 къщи с 203 жители българи.
Според преброяването от 2002 година селото има 1151 жители.
| Националност | Всичко |
| македонци    | 334    |
| албанци      | 643    |
| турци        | 173    |
| роми         | 0      |
| власи        | 0      |
| сърби        | 1      |
| бошняци      | 0      |
| други        | 0      |

## Личности
Родени в Галате
- Янакие Манасиевски (1943 – 2000), югославски македонски офицер, генерал-лейтенант
- Кольо Симов Колев, македоно-одрински опълченец; 1-а рота на 2-а Скопска дружина; 20.IX.1912 г. - неизвестно
- Марко Сърбинович (? - 1936), сръбски свещеник, национален деец на Сръбска пропаганда в Македония